# Börft Records
Börft Records är ett svenskt skivbolag med utgivning av främst experimentell elektronisk musik. Genrerna innefattar bland annat synt, techno, house och industri. Skivbolaget startade 1987 i Karlskrona och drivs av Jan ”Zwarre” Svensson. 
Börft Records har haft kontinuerlig utgivning sedan starten och skivkatalogen omfattar 148 artiklar. Börft Records har flera underetiketter, däribland UFO Mongo.

## Utgivna artister
Skivbolaget har bland annat givit ut följande artister:
- Andreas Tilliander
- Arvid Tuba